# Mistrovství Evropy v zápasu řecko-římském 1968
Mistrovství Evropy v zápasu řecko-římském 1969 se konalo v Västerås, Švédsko. 

## Výsledky

### Muži
| Kategorie | Zlato              | Stříbro       | Bronz            |
| --------- | ------------------ | ------------- | ---------------- |
| 52 kg     | Ivan Kocherguin    | Petar Kirov   | Jussi Vesterinen |
| 57 kg     | Jristo Traikov     | János Varga   | Risto Björlin    |
| 63 kg     | Yuri Grigoriev     | Jiří Švec     | Ilhan Topsakal   |
| 70 kg     | Vladimir Novojatko | Matti Poikala | Antal Steer      |
| 78 kg     | Sırrı Acar         | Milan Nenadić | Vladislav Ivlev  |
| 87 kg     | Omar Bliadze       | Petar Krumov  | Jiří Kormaník    |
| 97 kg     | Ferenc Kiss        | Bojan Radev   | Pelle Svensson   |
| +97 kg    | Petr Kment         | István Kozma  | Ragnar Svensson  |